# Grabow
Grabow – miasto w Niemczech, w kraju związkowym Meklemburgia-Pomorze Przednie, w powiecie Ludwigslust-Parchim, siedziba Związku Gmin Grabow, nad rzeką Elde.
1 stycznia 2016 do miasta przyłączono gminę Steesow, która stała się automatycznie jego dzielnicą.

## Toponimia
Nazwa pochodzenia połabskiego, od nazwy drzewa grab. Spolszczana jako Grabów.

## Współpraca
Miejscowości partnerskie:
- Albertslund, Dania
- Borken, Nadrenia Północna-Westfalia